# Куколовский сельсовет
Куколовский сельсовет — упразднённая административно-территориальная единица, существовавшая на территории Московской губернии и Московской области до 1954 года.
Задневский сельсовет возник в первые годы советской власти. По данным 1922 года он находился в составе Серединской волости Волоколамского уезда Московской губернии.
В 1925 году Задневский с/с был переименован в Куколовский сельсовет.
По данным 1926 года в состав сельсовета входили 2 населённых пункта — Куколово и Заднево, а также хутор Шехардино.
В 1929 году Куколовский с/с был отнесён к Шаховскому району Московского округа Московской области. При этом к нему был присоединён Михалевский с/с.
14 июня 1954 года Куколовский с/с был упразднён, а его территория в полном составе передана в Николо-Дуниловский сельсовет.